# Dmitrij Jaroszenko
Dmitrij Władimirowicz Jaroszenko (ros. Дмитрий Владимирович Ярошенко; ur. 4 listopada 1976 w Makarowie) – rosyjski biathlonista, dwukrotny złoty medalista mistrzostw świata w sztafecie oraz złoty medalista mistrzostw Europy w sztafecie. Zdobywca Małej Kryształowej Kuli za wygranie klasyfikacji biegu pościgowego w sezonie 2006/2007. Zajął drugie miejsce w klasyfikacji generalnej sezonu 2007/2008. Dziesięciokrotnie stawał na podium zawodów Pucharu Świata.

## Życie prywatne
Rodzice Jaroszenki byli lekarzami: ojciec – Władimir Wasiljewicz zajmował się chirurgią, zaś matka – Walentina Michajłowna była internistką. Rok po urodzeniu Dmitrij wraz z rodzicami przeprowadził się na Kamczatkę do miasta Jelizowo.
Jaroszenko z zawodu jest żołnierzem. W 2000 roku ukończył Dalekowschodnią Akademię Kultury Fizycznej, a siedem lat później Jugorskij gosudarstwiennyj uniwiersitiet. Jego żoną jest rosyjska biathlonistka Marina Jaroszenko (nazwisko rodowe Borczukowa), wicemistrzyni świata w biathlonie letnim. 16 stycznia 2009 urodził im się syn Jarosław. Mieszka w Nowosybirsku.

## Kariera
Dmitrij Jaroszenko zainteresował się biathlonem w wieku jedenastu lat dzięki koledze, który namówił go na wyjazd narciarski połączony ze strzelaniem z broni. Dmitrijowi bardzo spodobał się ten pomysł i kilka dni później zaczął się starać o przyjęcie do klubu sportowego okręgowej sekcji biathlonowej. W 1987 został przyjęty i zaczął trenować biathlon wyczynowo.
Jaroszenko osiągał bardzo dobre wyniki w swoim okręgu, ale dyscyplina ta nie była zbyt popularna na Kamczatce, gdzie mieszkał. Aby szybciej się rozwijać, potrzebował startów w zawodach wyższego szczebla, co było nierozerwalnie związane z przeprowadzką. W 1998 przeniósł się do Nowosybirska i zaczął startować na różnych krajowych zawodach. W 1999 dostał się do drugiej reprezentacji Rosji, jednak zaistniałe problemy finansowe przeszkodziły mu w startach w reprezentacji, a co za tym idzie również w zawodach Pucharu Świata.

### Mistrzostwa Europy 2004 i 2005

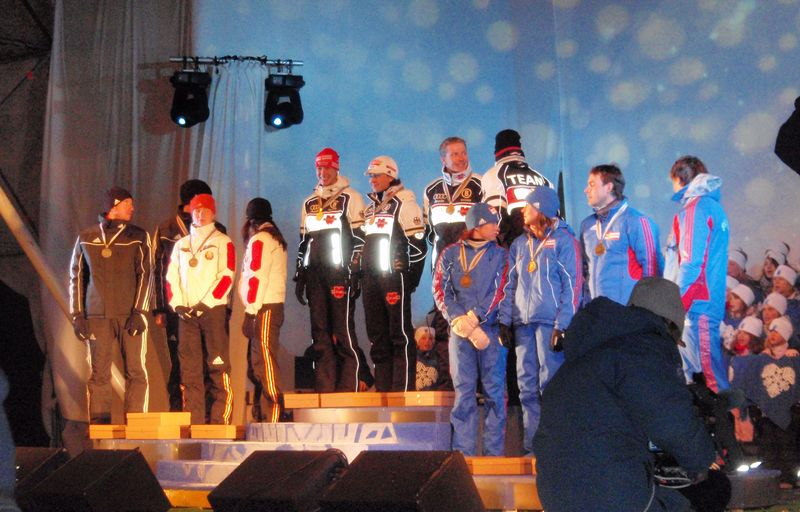
Ceremonia wręczenia medali sztafetom mieszanym

W 2002 ówczesny trener Jaroszenki Walerij Zakarow zgłosił podopiecznego do udziału w zawodach w barwach Chanty-Mansyjska. W 2003 po raz pierwszy wystąpił na międzynarodowej imprezie. Były to mistrzostwa Europy w Forni Avorti (Włochy). Udział w tych mistrzostwach nie był jednak dla Jaroszenki pomyślny. Zajął trzydzieste trzecie miejsce w sprincie oraz trzydzieste ósme w biegu pościgowym. Rok później, na mistrzostwach Europy w Mińsku zdobył swój pierwszy medal na poważnych zawodach. Zajął drugie miejsce w biegu indywidualnym, tracąc jedynie 12 sekund do Tomasza Sikory. Kolejna impreza tego cyklu - Mistrzostwa Europy w Biathlonie 2005 odbyły się w „jego” miejscowości – Nowosybirsku. Zajął tam siódme i szóste miejsca indywidualnie oraz wywalczył złoto w sztafecie. Na ostatniej zmianie musiał odrobić straty do reprezentacji Ukrainy, rywalizując ze swoim serdecznym kolegą Ołeksandrem Biłanenką. Na mistrzostwach Europy wystąpił jeszcze raz, w Lagdorf-Arbeesee 2006, nie odnosząc jednak większych sukcesów. W sezonie 2005/2006 zdobył Puchar Europy, co zagwarantowało mu miejsce w podstawowym składzie Rosji.

### Puchar Świata 1999–2006
Pierwszy raz w zawodach Pucharu Świata Jaroszenko startował w 1999 w Oslo/Holmenkollen, gdzie zajął sześćdziesiąte szóste miejsce w sprincie. Ponownie brał udział w zawodach międzynarodowych cztery lata później, pod koniec sezonu 2002/2003 w Östersund, jednak również nie zdobył punktów. Później startował także w Beitostølen, ponownie w Oslo, ale dopiero w 2005 w biegu na dochodzenie w Chanty-Mansyjsku ukończył zawody w czołowej trzydziestce. W kolejnym sezonie pojawiał się na zawodach coraz częściej, zdobywając punkty m.in. w Oberhofie, Pokljuce czy w startach kończących sezon 2005/2006 w Oslo.

### Puchar Świata 2006/2007
Dzięki dobrym startom w sezonie 2005/2006 oraz zdobyciu Pucharu Europy Jaroszenko dołączył do pierwszej reprezentacji Rosji. Pierwsze zawody w sezonie odbywały się w szwedzkim Östersund. Trener Władimir Alikin miał wybierać pomiędzy Jaroszenką a Andriejem Makowiejem. Postanowił, że na zawody pojedzie ten drugi, jednak Jaroszenko też znalazł się w kadrze dzięki decyzji Pawła Rostowcewa, który oświadczył, że nie jedzie do Szwecji i kończy karierę.
Jaroszenko zdobył dwa drugie miejsca w sprincie oraz biegu pościgowym, ustępując jedynie Norwegowi Ole Einarowi Bjørndalenowi. Dzięki dobrym startom stał się fundamentem rosyjskiej reprezentacji. Tydzień później w Hochfilzen ponownie zajął drugie miejsce w biegu pościgowym dzięki czemu przesunął się na trzecie miejsce w klasyfikacji generalnej, poza tym wspólnie z kolegami wygrał sztafetę.
Kolejne zawody miały odbyć się w słowackim Osrblie, jednak z powodu braku śniegu zostały przeniesione do Hochfilzen, gdzie Jaroszenko kolejny raz zajął drugie miejsce w sztafecie. W pierwszych zawodach w 2007. Rosjanie znowu wygrali sztafetę w Oberhofie oraz zajęli drugie miejsce w Ruhpolding, poza tym Jaroszenko dorzucił jeszcze swoją drugą pozycję w biegu pościgowym w Oberhofie, przegrywając jedynie z Nikołajem Krugłowem. W kolejny weekend biathloniści gościli w słoweńskiej Pokljuce, gdzie najlepszą pozycją Rosjanina była szósta lokata w biegu pościgowym.
Następnie odbyły się mistrzostwa świata w Antholz. Główna impreza sezonu nie była dla Jaroszenki zbyt udana, zajął dwudzieste ósme miejsce w sprincie, siódme w biegu pościgowym oraz dziewiąte w sztafecie mieszanej. Jedyną pociechą było zdobycie złotego medalu w sztafecie mężczyzn. W kolejnych zawodach sezonu Jaroszenko tylko jeszcze raz stanął na podium – zajął trzecie miejsce w biegu indywidualnym w Oslo/Holmenkollen. W klasyfikacji generalnej uplasował się na piątej pozycji. Na pocieszenie zdobył trzy „małe kryształowe kule” – za zwycięstwo w klasyfikacji biegu pościgowego oraz wspólnie z kolegami z drużyny za zwycięstwo w klasyfikacji sztafet, a także w pucharze narodów.

### Puchar Świata 2007/2008
W sezonie 2007/2008 Jaroszenko był czołową postacią rosyjskiego biathlonu. W pierwszych startach ustępował jedynie „królowi biathlonu” Ole Einarowi Bjørndalenowi. Po pierwszym fatalnym występie w biegu indywidualnym (82 pozycja) zajął drugie miejsce w sprincie oraz trzecie w biegu pościgowym.
Tydzień później podczas zawodów w austriackim Hochfilzen Jaroszenko trzykrotnie stawał na podium. Na początku wygrał swoje pierwsze zawody indywidualnie, zwyciężając w sprincie. Dzień później w biegu pościgowym zajął drugie miejsce, a następnie powtórzył swój wyczyn w sztafecie. Dzięki bardzo dobrej postawie Jaroszenko przesunął się w klasyfikacji generalnej PŚ na najwyższe w karierze, drugie miejsce.
Kolejnym startem był bieg indywidualny, który podobnie jak na początku sezonu nie zakończył się dla Rosjanina pomyślnie. Pięć razy nie trafił do tarczy i zajął odległe dwudzieste piąte miejsce. W sprincie było już lepiej, Dmitrij dobiegł do mety na drugim miejscu, a dzień później kolejny raz w karierze wygrał z kolegami sztafetę.
W następnych zawodach w niemieckim Oberhofie Jaroszenko zajął drugie miejsce w sztafecie oraz szóste w sprincie. W biegu masowym otarł się o podium zajmując czwarte miejsce.
Na zawodach w Ruhpolding oraz w Antholz, oprócz sztafety, w której zajął drugie miejsce, nie wiodło mu się najlepiej. Ani razu nie wszedł do czołowej piątki. Następnie odbyły się mistrzostwa świata w Östersund. W pierwszej konkurencji – sprincie – Dmitrij zajął dziesiąte miejsce. W biegu pościgowym powiodło mu się już lepiej, zajął czwarte miejsce, a do upragnionego podium zabrakło mu 7,8 s. W biegu indywidualnym pokazał kolejną obniżkę formy, trzy nietrafione strzały i jedenaste miejsce, ze stratą ponad dwóch minut do zwycięzcy Emila Hegle Svendsena. W pierwszej konkurencji drużynowej – sztafecie mieszanej – Jaroszenko zdobył swój drugi medal mistrzostw świata. Wywalczył brąz. Kilka dni później poszło mu jeszcze lepiej i do brązu dołożył jeszcze złoty krążek w sztafecie. Ostatnim startem na mistrzostwach był bieg masowy, w którym Rosjanin uplasował się na szóstym miejscu.
Podczas pierwszych zawodów po mistrzostwach świata w Pjongczangu Jaroszenko nie wykorzystał okazji, aby odrobić punkty do niegoszczącego w Korei lidera Pucharu Świata, Norwega Ole Einara Bjørndalena. Spisał się bardzo słabo, zajął siedemnaste i dziewiętnaste miejsce.
W kolejnych startach Rosjanin spisywał się niezbyt dobrze. W Chanty-Mansyjsku zajął piąte miejsce w sprincie oraz dziewiąte w biegu pościgowym i biegu masowym. W kończących sezon 2007/2008 startach Jaroszenko odnotował najgorszy wynik w sezonie. Zajął dziewięćdziesiąte szóste miejsce w sprincie, a dwa dni później był siedemnasty w biegu masowym. Pomimo gorszych ostatnich startów Dmitrij ukończył sezon na bardzo dobrym drugim miejscu w klasyfikacji generalnej, gromadząc 696 punktów i przegrywając jedynie z Ole Einarem Bjørndalenem.

### Puchar Świata 2008/2009
Sezon 2008/2009 Jaroszenko zaczął od fatalnych startów. W pierwszych zawodach w Östersund, biegu indywidualnym, Dmitrij sześć razy spudłował na strzelnicy i zajął odległe sześćdziesiąte-pierwsze miejsce. W sprincie i biegu pościgowym było niewiele lepiej – odpowiednio 23 i 20. miejsce. Kolejny tydzień nie przyniósł zwyżki formy. Jaroszenko oddał po dwa niecelne strzały w pozycji stojącej i leżącej co dokładając nie najlepszy bieg pozwoliło zająć mu dopiero 67. miejsce, wskutek czego nie awansował do biegu pościgowego. Fatalne występu spowodowały, że Jaroszenko nie znalazł się w składzie rosyjskiej drużyny, która dzień później wygrała sztafetę. Podczas kolejnego tygodnia w Hochfilzen (zawody odbywały się w zastępstwie startów w Pokljuce), Rosjanin zanotował znacznie lepsze występy. najpierw zajął 11. miejsce w biegu indywidualnym, a dwa dni później, pod nieobecność Norwegów: Svendsena oraz Bjørndalena, Jaroszenko strącił wszystkie krążki i uplasował się na trzeciej pozycji. Bieg sztafetowy nie był już jednak tak udany, Rosjanie zajęli dopiero piąte miejsce, na co duży wkład miał Dmitrij, który biegł karną rundę. Zawody inaugurujące nowy rok odbywały się w Oberhofie. Jaroszenko zajął tam drugie miejsce w sztafecie, a także szóste w sprincie oraz dziewiąte w biegu masowym. Tydzień później w Ruhpolding Rosjanin nie miał już tak pomyślnych startów. W sztafecie Rosjanie zajęli dopiero siódme miejsce, a w sprint Dima ukończył na odległej 45 pozycji. Bardzo słabe wyniki zadecydowały, że Jaroszenko nie wystąpił w biegu pościgowym, a także nie pojechał na występu do Anterselvy.

#### Doping
4 lutego na rosyjskich stronach internetowych pojawiła się informacja o przyłapaniu na dopingu trójki rosyjskich biathlonistów. Kilka dni później podano nazwiska dopingowiczów i wśród nich znalazł się Jaroszenko. Międzynarodowa Unia Biathlonu na początku zawiesiła biathlonistów, a potem zdyskwalifikowała i anulowała wszystkie wyniki w bieżącym sezonie.

## Osiągnięcia

### Mistrzostwa świata
| Rok  | Miejscowość | Konkurencje | Konkurencje | Konkurencje | Konkurencje | Konkurencje | Konkurencje | Konkurencje |
| Rok  | Miejscowość | IN          | SP          | PU          | MS          | RL          | MR          | SR          |
| ---- | ----------- | ----------- | ----------- | ----------- | ----------- | ----------- | ----------- | ----------- |
| 2007 | Anterselva  | –           | 27.         | 8.          | –           | 1.          | 9.          | –           |
| 2008 | Östersund   | 11.         | 10.         | 4.          | 6.          | 1.          | 3.          | –           |

### Puchar Świata

#### Miejsca w klasyfikacji generalnej
| Sezon     | Miejsce |
| --------- | ------- |
| 1998/1999 | -       |
| 2002/2003 | -       |
| 2004/2005 | 82.     |
| 2005/2006 | 61.     |
| 2006/2007 | 5.      |
| 2007/2008 | 2.      |
| 2008/2009 | DSQ     |

#### Statystyka miejsc na podium
| Konkurencja | Bieg indywidualny | Sprint | Bieg pościgowy | Bieg masowy | Sztafeta | Razem |
| ----------- | ----------------- | ------ | -------------- | ----------- | -------- | ----- |
| 1. miejsce  |                   | 1      |                |             | 5        | 6     |
| 2. miejsce  |                   | 3      | 4              |             | 5        | 12    |
| 3. miejsce  | 1                 |        | 1              |             | 1        | 3     |
| Top 10      | 2                 | 10     | 13             | 5           | 12       | 42    |
| Punktował   | 5                 | 20     | 17             | 8           | 12       | 62    |
| Starty      | 8                 | 28     | 20             | 9           | 12       | 77    |

#### Miejsca na podium chronologicznie
Indywidualnie
| Lp. | Dzień      | Rok  | Miejscowość       | Konkurencja                | Lokata | Pudła   | Czas biegu | Strata  | Zwycięzca            |
| --- | ---------- | ---- | ----------------- | -------------------------- | ------ | ------- | ---------- | ------- | -------------------- |
| 1.  | 2 grudnia  | 2006 | Östersund         | Sprint na 10 km            | 2.     | 0+0     | 24:31,7    | +15,5   | Ole Einar Bjørndalen |
| 2.  | 3 grudnia  | 2006 | Östersund         | Bieg pościgowy na 12,5 km  | 2.     | 0+0+0+1 | 34:52,97   | +19,7   | Ole Einar Bjørndalen |
| 3.  | 9 grudnia  | 2006 | Hochfilzen        | Bieg pościgowy na 12,5 km  | 2.     | 0+0+2+0 | 41:59,09   | +2:08,1 | Ole Einar Bjørndalen |
| 4.  | 7 stycznia | 2007 | Oberhof           | Bieg pościgowy na 12,5 km  | 2.     | 0+0+1+1 | 36:46,85   | +28,6   | Nikołaj Krugłow      |
| 5.  | 8 marca    | 2007 | Oslo/Holmenkollen | Bieg indywidualny na 20 km | 3.     | 0+0+0+0 | 57:20,6    | +28,9   | Raphaël Poirée       |
| 6.  | 1 grudnia  | 2007 | Kontiolahti       | Sprint na 10 km            | 2.     | 1+0     | 23:26,1    | +12,7   | Ole Einar Bjørndalen |
| 7.  | 2 grudnia  | 2007 | Kontiolahti       | Bieg pościgowy na 12,5 km  | 3.     | 0+0+0+3 | 33:52,48   | +1:00,5 | Iwan Czeriezow       |
| 8.  | 7 grudnia  | 2007 | Hochfilzen        | Sprint na 10 km            | 1.     | 0+1     | 23:57,8    | –       | –                    |
| 9.  | 8 grudnia  | 2007 | Hochfilzen        | Bieg pościgowy na 12,5 km  | 2.     | 1+0+1+3 | 35:26,01   | +28,7   | Ole Einar Bjørndalen |
| 12. | 15 grudnia | 2007 | Pokljuka          | Sprint na 10 km            | 2.     | 0+1     | 23:49,3    | +4,9    | Ole Einar Bjørndalen |

Drużynowo
| Lp. | Dzień       | Rok  | Miejscowość     | Konkurencja         | Lokata | Pudła | Czas biegu | Strata  | Zwycięzca |
| --- | ----------- | ---- | --------------- | ------------------- | ------ | ----- | ---------- | ------- | --------- |
| 1.  | 10 grudnia  | 2006 | Hochfilzen      | Sztafeta 4 × 7,5 km | 1.     | 0+0   | 1:25:18,45 | –       | –         |
| 2.  | 17 grudnia  | 2006 | Hochfilzen      | Sztafeta 4 × 7,5 km | 2.     | 0+0   | 1:20:51,18 | +5,6    | Norwegia  |
| 3.  | 4 stycznia  | 2007 | Oberhof         | Sztafeta 4 × 7,5 km | 1.     | 0+0   | 1:26:09,8  | –       | –         |
| 4.  | 11 stycznia | 2007 | Ruhpolding      | Sztafeta 4 × 7,5 km | 2.     | 0+0   | 1:29,21    | +4,6    | Norwegia  |
| 5.  | 10 lutego   | 2007 | Anterselva (MŚ) | Sztafeta 4 × 7,5 km | 1.     | 0+0   | 1:14:36,16 | –       | –         |
| 6.  | 9 grudnia   | 2007 | Hochfilzen      | Sztafeta 4 × 7,5 km | 2.     | 0+1   | 1:20:56,71 | 2:25,5  | Norwegia  |
| 7.  | 16 grudnia  | 2007 | Pokljuka        | Sztafeta 4 × 7,5 km | 1.     | 0+0   | 1:16:58,10 | –       | –         |
| 8.  | 4 stycznia  | 2008 | Oberhof         | Sztafeta 4 × 7,5 km | 2.     | 0+0   | 1:21:43,4  | +3,4    | Norwegia  |
| 9.  | 10 stycznia | 2008 | Ruhpolding      | Sztafeta 4 × 7,5 km | 2.     | 0+0   | 1:27:25,96 | +19,3   | Norwegia  |
| 10. | 12 lutego   | 2008 | Östersund (MŚ)  |                     | 3.     | 0+0   | 1:13:23,4  | +1:02,9 | Niemcy    |
| 11. | 16 lutego   | 2008 | Östersund (MŚ)  | Sztafeta 4 × 7,5 km | 1.     | 0+0   | 1:21:00,7  | –       | –         |

#### Miejsca w poszczególnych zawodach
| 2008/2009 | Östersund   | Östersund   | Östersund   | Hochfilzen | Hochfilzen | Hochfilzen | Hochfilzen | Hochfilzen | Hochfilzen | Oberhof | Oberhof | Oberhof | Ruhpolding | Ruhpolding | Ruhpolding | Antholz    | Antholz    | Antholz    | Pjongczang (MŚ)  | Pjongczang (MŚ)  | Pjongczang (MŚ)  | Pjongczang (MŚ)  | Pjongczang (MŚ)  | Pjongczang (MŚ) | Whistler        | Whistler        | Whistler        | Trondheim       | Trondheim       | Trondheim | Chanty-Mansyjsk | Chanty-Mansyjsk | Chanty-Mansyjsk | Ogólnie | Ogólnie |
| 2008/2009 | IN          | SP          | PU          | SP         | PU         | RL         | IN         | SP         | RL         | RL      | SP      | MS      | RL         | SP         | PU         | SP         | PU         | MS         | SP               | PU               | RM               | IN               | MS               | RL              | SP              | PU              | RL              | SP              | PU              | MS        | SP              | PU              | MS              | Punkty  | Miejsce |
| 2008/2009 | 61          | 23          | 20          | 67         | q          | -          | 11         | 3          | 5          | 2       | 6       | 9       | 7          | 45         | DNS        | -          | -          | -          |                  |                  |                  |                  |                  |                 |                 |                 |                 |                 |                 |           |                 |                 |                 |         |         |
| 2007/2008 | Kontiolahti | Kontiolahti | Kontiolahti | Hochfilzen | Hochfilzen | Hochfilzen | Pokljuka   | Pokljuka   | Pokljuka   | Oberhof | Oberhof | Oberhof | Ruhpolding | Ruhpolding | Ruhpolding | Anterselva | Anterselva | Anterselva | Östersund (MŚ)   | Östersund (MŚ)   | Östersund (MŚ)   | Östersund (MŚ)   | Östersund (MŚ)   | Östersund (MŚ)  | Pjongczang      | Pjongczang      | Pjongczang      | Chanty-M.       | Chanty-M.       | Chanty-M. | Oslo            | Oslo            | Oslo            | Ogólnie | Ogólnie |
| 2007/2008 | IN          | SP          | PU          | SP         | PU         | RL         | IN         | SP         | RL         | RL      | SP      | MS      | RL         | SP         | PU         | SP         | PU         | MS         | SP               | PU               | RM               | IN               | RL               | MS              | SP              | PU              | RM              | SP              | PU              | MS        | SP              | PU              | MS              | Punkty  | Miejsce |
| 2007/2008 | 82          | 2           | 3           | 1          | 2          | 2          | 25         | 2          | 1          | 2       | 6       | 4       | 2          | 10         | 8          | 19         | 6          | 10         | 10               | 4                | 3                | 11               | 1                | 6               | 17              | 19              | —               | 5               | 9               | 9         | 96              | q               | 17              | 696     | 2       |
| 2006/2007 | Östersund   | Östersund   | Östersund   | Hochfilzen | Hochfilzen | Hochfilzen | Hochfilzen | Hochfilzen | Hochfilzen | Oberhof | Oberhof | Oberhof | Ruhpolding | Ruhpolding | Ruhpolding | Pokljuka   | Pokljuka   | Pokljuka   | Anterselva (MŚ)  | Anterselva (MŚ)  | Anterselva (MŚ)  | Anterselva (MŚ)  | Anterselva (MŚ)  | Anterselva (MŚ) | Lahti           | Lahti           | Lahti           | Oslo            | Oslo            | Oslo      | Chanty-M.       | Chanty-M.       | Chanty-M.       | Ogólnie | Ogólnie |
| 2006/2007 | IN          | SP          | PU          | SP         | PU         | RL         | IN         | SP         | RL         | RL      | SP      | PU      | RL         | SP         | MS         | SP         | PU         | MS         | SP               | PU               | IN               | RM               | MS               | RL              | IN              | SP              | PU              | SP              | PU              | MS        | SP              | PU              | MS              | Punkty  | Miejsce |
| 2006/2007 | 13          | 2           | 2           | 6          | 2          | 1          | DNS        | 17         | 2          | 1       | 5       | 2       | 2          | 20         | 24         | 21         | 6          | 17         | 27               | 8                | —                | 9                | —                | 1               | 6               | 14              | 7               | 3               | 5               | DNF       | 19              | 21              | 6               | 619     | 5       |
| 2005/2006 | Östersund   | Östersund   | Östersund   | Hochfilzen | Hochfilzen | Hochfilzen | Osrblie    | Osrblie    | Osrblie    | Oberhof | Oberhof | Oberhof | Ruhpolding | Ruhpolding | Ruhpolding | Anterselva | Anterselva | Anterselva | San Sicario (IO) | San Sicario (IO) | San Sicario (IO) | San Sicario (IO) | San Sicario (IO) | Pokljuka        | Pokljuka        | Pokljuka        | Kontiolahti     | Kontiolahti     | Kontiolahti     | Oslo      | Oslo            | Oslo            |                 | Ogólnie | Ogólnie |
| 2005/2006 | SP          | PU          | RL          | IN         | SP         | RL         | IN         | SP         | MS         | RL      | SP      | PU      | RL         | SP         | PU         | SP         | PU         | MS         | IN               | SP               | PU               | RL               | MS               | SP              | PU              | RM              | SP              | PU              | MS              | SP        | PU              | MS              |                 | Punkty  | Miejsce |
| 2005/2006 | —           | —           | —           | —          | —          | —          | —          | —          | —          | —       | 24      | —       | —          | —          | —          | 65         | q          | —          | —                | —                | —                | —                | —                | 52              | 15              | —               | 33              | 40              | —               | 13        | 32              | —               |                 | 43      | 60      |
| 2004/2005 | Beitostølen | Beitostølen | Beitostølen | Oslo       | Oslo       | Oslo       | Östersund  | Östersund  | Östersund  | Oberhof | Oberhof | Oberhof | Ruhpolding | Ruhpolding | Ruhpolding | Anterselva | Anterselva | Anterselva | S. Sicario       | S. Sicario       | S. Sicario       | Pokljuka         | Pokljuka         | Pokljuka        | Hochfilzen (MŚ) | Hochfilzen (MŚ) | Hochfilzen (MŚ) | Hochfilzen (MŚ) | Hochfilzen (MŚ) | Chanty-M. | Chanty-M.       | Chanty-M.       |                 | Ogólnie | Ogólnie |
| 2004/2005 | SP          | PU          | RL          | IN         | SP         | PU         | SP         | PU         | MS         | RL      | SP      | PU      | RL         | SP         | PU         | IN         | SP         | PU         | IN               | SP               | RL               | SP               | PU               | MS              | SP              | PU              | IN              | RL              | MS              | SP        | PU              | MS              |                 | Punkty  | Miejsce |
| 2004/2005 | 54          | 41          | —           | 56         | —          | —          | —          | —          | —          | —       | —       | —       | —          | —          | —          | —          | —          | —          | —                | —                | —                | —                | —                | —               | —               | —               | —               | —               | —               | 46        | 22              | —               |                 | 9       | 82      |
| Legenda |             |             |             |            |            |            |            |            |            |         |         |         |            |            |            |            |            |            |                  |                  |                  |                  |                  |                 |                 |                 |                 |                 |                 |           |                 |                 |                 |         |         |
| SP – sprint IN – bieg indywidualny PU – bieg pościgowy MS – bieg masowy RL – sztafeta RM – sztafeta mieszana |             |             |             |            |            |            |            |            |            |         |         |         |            |            |            |            |            |            |                  |                  |                  |                  |                  |                 |                 |                 |                 |                 |                 |           |                 |                 |                 |         |         |